# Amazônia Celular
A Amazônia Celular foi uma operadora de telefonia móvel, que atuou nos estados brasileiros do Amapá, Amazonas, Maranhão, Pará e Roraima.

## Histórico
Durante o Governo Fernando Henrique Cardoso em 1998, as empresas telefônicas estatais do Brasil foram totalmente privatizadas. As empresas de telefonia celular da Telebrás foram agrupadas por áreas para futuramente se tornarem um empresa regional.
A Telemazon Celular (do Amazonas), a Telepará Celular (do Pará), a Telma Celular (do Maranhão), a Telaima Celular (de Roraima) e a Telamapá Celular (do Amapá) foram agrupadas na Tele Norte Celular.
Em 29 de julho de 1998, foi realizado na Bolsa de Valores do Rio de Janeiro o leilão das empresas de telefonia da Telebrás. A Tele Norte Celular foi vendida por R$ 188 milhões para um consórcio formado por Telepart/Telesystem International Wireless (48%), Banco Opportunity (21%) e fundos de pensão (Previ e Sistel) (18%). O consórcio também adquiriu a Telemig Celular por R$ 756 milhões.
O monopólio da Amazônia Celular como única empresa de telefonia móvel da região durou cerca de seis meses e foi quebrado com a entrada da NBT empresa de telefonia controlada pela Tele Centro-Oeste Celular.
Em dezembro de 1998, a Tele Norte Celular passou a adotar a marca Amazônia Celular.
Em 2000, as quatro operadoras foram incorporadas pela Telma Celular S.A., que alterou sua razão social para Amazônia Celular S.A., a qual era controlada pela holding Tele Norte Celular Participações S.A. (89,78%). Junto à Telemig, era controlada pela Telpart.
Em dezembro de 2003, atingiu a marca de 1 milhão de usuários, sendo a maior operadora de celular da Região Norte e a sexta maior do país, com um um market share de 45% na região em que atuava.
A Amazônia Celular era controlada pelo Grupo Opportunity (que também tinha sociedade na Brasil Telecom), que sem condições de implantar a sua rede 3G e a portabilidade decidiu passar o controle acionário para a operadora Vivo, que a comprou por R$ 120 milhões em combo com a Telemig Celular (do mesmo grupo) por R$ 1,093 bilhão em agosto de 2007.
Em dezembro do mesmo ano, a Vivo revendeu a Amazônia Celular para a Oi por R$ 120 milhões. A empresa foi absorvida totalmente pela Oi Móvel e deixando de existir em abril de 2009.
Oferecia tecnologia GSM e TDMA nesses estados.
Com a venda da Oi Móvel em 2022, os clientes foram divididos entre TIM, Claro e Vivo. 